# Lady Tabares
Leidy María Tabares (Medellín, 31 de mayo de 1982) es una  actriz, empresaria, escritora colombiana. Es conocida por su participación como "actriz natural" en el papel protagónico de la película colombiana La vendedora de rosas, dirigida por Víctor Gaviria. Fue invitada especial a la edición de 1998 del Festival de Cine de Cannes en Francia.

## Biografía
Lady Tabares nació el 31 de mayo de 1982 en Medellín, es hija de María Magdalena Tabares y su hermano se llama Santiago. 
A los diez años, salió a recorrer las calles del centro de Medellín para pedir dinero a los transeúntes. Fue internada y criada en un orfanato por haberla encontrada abandonada. Tres años después se reencontró con su familia, que por problemas económicos optó por dejarla internada.
Hasta los 13 años, Lady Tabares sobrevivió en las calles como vendedora de rosas, lo que llevó al cineasta Víctor Gaviria a seleccionarla como una de las protagonistas principales de un proyecto cinematográfico. El propósito de dicha cinta no era solo el de reflejar la vivencia de adolescentes comunes y corrientes en las calles de la Medellín propia de la década de 1990, sino también la vida de Mónica, por lo que el director optó por integrar el reparto con "actores naturales" en lugar de profesionales. La preproducción y filmación de la película se llevaron a cabo en 1998. La cinta se estrenó en 1998 en Colombia, con gran éxito. 
Los críticos de cine extranjeros emitieron juicios favorables a la cinta y esto permitió a Lady Tabares disfrutar de una relativa fama y pensar en una potencial carrera profesional como actriz.
Fue galardonada como "mejor actriz" en los festivales de cine de Viña del Mar y Bratislava; y se le reconoció con "mención especial" en el Festival de Cine de La Habana. 
En 1998 asistió junto con el entonces presidente de Colombia Ernesto Samper, como invitada especial al Festival de Cine de Cannes en Francia. Lady Tabares aprovechó su imagen para poner en marcha una fundación a favor de niños que viven en situación de calle, pero la iniciativa no tuvo mayor resonancia. En todo caso, el éxito de Lady fue pasajero y en menos de un año ya se encontraba de nuevo en las calles de Medellín vendiendo rosas. Así presenció el asesinato de su pareja y padre de su hijo.
En 2002, fue privada de la libertad por su participación en el asesinato de un taxista. El 10 de abril de 2008, Lady Tabares fue condenada a 30 años en prisión como coautora de los delitos de homicidio y hurto agravado, siendo recluida en la prisión "El Buen Pastor" de Chocó. Posteriormente, fue trasladada a la cárcel de Valledupar, lejos de sus familiares. Luego pudo regresar a su ciudad, continuando su condena en el centro penitenciario "El Pedregal". Tras 12 años de reclusión, el 8 de mayo de 2014, a Lady Tabares le fue concedido el arresto domiciliario.
En el 2022 volvió a la pantalla grande gracias a su participación en el cortometraje “La balada de tapitas” que recibió un premio en Argentina.

## Filmografía
Cine
- 1998 - La vendedora de rosas - Mónica Rodriguez
- 2022 - La balada de las crayolas  - Señora Rivera

Televisión
- 1999 - La guerra de las rosas - Lady Rojas
- 2025 - La casa de los famosos Colombia - Participante (14.va eliminada)[11]

## Premios y nominaciones

### Premios
- Festival Internacional del Nuevo Cine Latinoamericano de La Habana (1998)

| Año  | Premio           | Categoría/Persona |
| ---- | ---------------- | ----------------- |
| 1998 | Mención especial | Lady Tabares      |

- Festival Internacional de Cine de Bratislava (1999)

| Año  | Premio       | Categoría/Persona |
| ---- | ------------ | ----------------- |
| 1999 | Mejor actriz | Lady Tabares      |

### Nominaciones
- Festival Internacional de Cine de Cannes (1998)

| Año  | Premio       | Categoría/Persona     |
| ---- | ------------ | --------------------- |
| 1998 | Palma de Oro | La vendedora de rosas |

- Premios India Catalina